# Corwin Springs (Montana)
Corwin Springs es un lugar designado por el censo ubicado en el condado de Park en el estado estadounidense de Montana. En el Censo de 2010 tenía una población de 109 habitantes y una densidad poblacional de 28,28 personas por km².

## Geografía
Corwin Springs se encuentra ubicado en las coordenadas 45°7′53″N 110°47′55″O / 45.13139, -110.79861. Según la Oficina del Censo de los Estados Unidos, Corwin Springs tiene una superficie total de 3.85 km², de la cual 3.65 km² corresponden a tierra firme y (5.31%) 0.2 km² es agua.

## Demografía
Según el censo de 2010, había 109 personas residiendo en Corwin Springs. La densidad de población era de 28,28 hab./km². De los 109 habitantes, Corwin Springs estaba compuesto por el 92.66% blancos, el 0% eran afroamericanos, el 0% eran amerindios, el 0% eran asiáticos, el 0% eran isleños del Pacífico, el 2.75% eran de otras razas y el 4.59% pertenecían a dos o más razas. Del total de la población el 7.34% eran hispanos o latinos de cualquier raza.